# Powiat prudnicki (1743–1817)
Uzasadnienie: dubel/WP:OR, w 1817 r. nastąpiła jedynie korekta granic granic powiatu a nie zniesienie jednego i utworzenie innego -> https://www.digitale-sammlungen.de/de/view/bsb10001374?page=406
Powiat prudnicki (niem. Großkreis Neustadt) – powiat ziemski w Królestwie Prus, w prowincji Śląsk, w rejencji opolskiej (do 1816 w departamencie wrocławskim), istniejący w latach 1743–1817. Głównym miastem powiatu był Prudnik, lecz urząd starosty znajdował się w Głogówku.

## Geografia
W okolicy Prudnika powiat zajmował obszar Gór Opawskich. Najwyższym wzniesieniem była Zamkowa Góra, będąca własnością Prudnika. Okolice Głogówka obejmowały głównie równiny, a okolice Białej charakteryzowały się licznymi wzniesieniami. W powiecie brakowało zasobów rud. Gleby torfowe znajdowały się w okolicy Zabierzowa. Kamień murowy występował w okolicy Moszczanki, Trzebiny i Łąki Prudnickiej. Ponad dwie trzecie całego powiatu zajmowały gleby żyzne. Najżyźniejsze gleby znajdowały się w okolicach Wierzchu, na południowy zachód od Głogówka oraz w okolicach Białej. Najmniej żyzne gleby występowały w okolicy wsi Dobra, Steblów, Wawrzyńcowice, Mokra, Brzeźnica. Powiat posiadał eksklawy Łężce i Rozwadza. Powierzchnia powiatu wynosiła 838 km².

## Historia
Powstanie powiatu wiąże się z zajęciem Śląska przez Prusy w następstwie I wojny śląskiej. Powiat prudnicki został utworzony poprzez połączenie austriackich powiatów prudnickiego, bialskiego, głogóweckiego oraz gminy Ścinawa Mała. Dotychczasowe miasta Strzeleczki oraz Ścinawa Mała zostały zdegradowane do miana osad targowych. Urząd starosty, zarządzającego obszarem wiejskim powiatu, został ulokowany w Głogówku, ponieważ Prudnik, znajdujący się tuż przy granicy z Austrią, był mniej bezpieczny. W Głogówku znajdował się również urząd skarbowy. Inspekcja podatkowa znajdowała się w Prudniku.
W 1775 wzniesiono siedzibę urzędu powiatowego przy obecnej ul. Kościuszki w Głogówku. Miasta nie podlegały urzędowi starosty aż do ustanowienia ich zarządów w 1808. 1 maja 1816 prowincja Śląsk została podzielona na 4 rejencje. Powiat prudnicki wszedł w skład rejencji opolskiej.
10 maja 1817 dokonano reformy administracyjnej i podzielono Śląsk na nowe powiaty. W ten sposób powstał także nowy powiat prudnicki, którego granice uległy okrojeniu, a siedzibę starosty przeniesiono do Prudnika.

## Mieszkańcy
Mieszkańcy powiatu prudnickiego w większości posługiwali się językiem niemieckim. W okolicy Białej i Głogówka ludność mówiła po polsku.
Liczba mieszkańców powiatu bez trzech miast:
- 1755 – 26422
- 1765 – 28897
- 1775 – 31006
- 1783 – 30120

## Landraci
- 1743–1745: Erdmann Carl Gustav von Rödern
- 1746–1750: Heinrich Gottfried von Näfe
- 1750–1753: Franz von Görtz
- 1753–1758: Johann Friedrich von Schneckenhaus
- 1759–1765: Carl Gottfried von Schwemler
- 1765–1769: George Peter von Twardowsky
- 1769–1787: George David Wenzel von Tschepe und Weidenbach
- 1787–1813: Theodor Carl Elstermann von Elster
- 1813–1817: Josef von Gruttschreiber

## Struktura
W 1784 w skład powiatu wchodziły:
- miasta: Prudnik, Głogówek, Biała
- osady targowe: Strzeleczki, Ścinawa Mała
- 113 wsi